# 브레트 규칙
유기화학에서 브레트 규칙(Bredt's rule)은 고리가 충분히 크지 않은 이상 이중 결합이 다리형 고리 시스템에서 다리목(bridgehead)에 올 수 없다는 경험적 법칙이다. 율리우스 브레트가 1902년에 처음으로 주장했고, 1924년에 성문화했다. 규칙은 주로 탄소-탄소 및 탄소-질소 이중 결합을 가진 다리목을 다룬다.
예를 들어 아래 노보넨의 이성질체들 중 2개는 브레트 규칙을 위반해 생성되기에 너무 불안정하다.
브레트 규칙은 다리목에 이중 결합이 있는 것은 고리에 트랜스 이중 결합이 있는 것과 같다는 사실의 결과이다. 다리목 원자와 인접 원자의 p 오비탈은 직교하므로 파이 결합의 형성을 위해 적절하게 정렬되지 않는다. 포셋은 S를 고리 시스템의 비다리목 원자의 수로 정의함으로써 규칙을 정량화했고, 두고리 시스템에서 S≥9여야 화합물이 안정하다고 주장했다.
브레트 규칙은 다리형 고리 시스템에서 제거 반응으로부터 어떤 이성질체가 생성되는지 예측하는 데 유용하다.